# 耶律勻徳実
耶律勻徳実（やりつ いんとくじつ、生没年不詳）は、唐代の契丹迭剌部の首長。耶律薩剌徳の三男。遼の太祖耶律阿保機の祖父。迭剌部の部民を率いて農業や牧畜をはじめさせた。耶律狠徳のために殺害された。耶律阿保機が遼を建てた後、簡献皇帝の諡号と玄祖の廟号を贈られた。

## 妻子

### 妻
- 簡献蕭皇后

### 子
1. 耶律麻魯（早逝）
2. 耶律巌木（字は敵輦。迭剌部夷離菫、追封蜀国王）
3. 耶律釈魯（字は述瀾。于越、追封隋国王）
4. 耶律撒剌的（徳祖）

## 伝記資料
- 『遼史』巻2 本紀第2